# Ebbe Rørdam
Ebbe Rørdam, med dæknavnet Per (10. januar 1925 – 16. marts 1945) var en dansk modstandsmand, som var medlem af BOPA.
Den 16. marts 1945 var han med til en planlagt sabotageaktion imod et tysk ammunitionstog. Der var 50 tyske soldater mere om bord på toget, end modstandsgruppen BOPA havde regnet med. Rørdam kom i en voldsom ildkamp med tyske soldater, som var bevæbnet med maskinpistoler, og blev ramt af et dødbringende skud.
Han blev den 29. august 1945 begravet i Mindelunden i Ryvangen.